# Ro-Kyu-Bu!
Ro-Kyu-Bu! (ロウきゅーぶ!) est une série de light novels écrite par Sagu Aoyama et illustrée par Tinkle. Elle comporte quinze volumes publiés par ASCII Media Works entre février 2009 et juillet 2015. 
Trois adaptations en mangas sont publiées. Une série télévisée d'animation japonaise de douze épisodes de 24 minutes a été diffusée entre juillet et septembre 2011, suivi d'une seconde saison Ro-Kyu-Bu! SS de douze épisodes entre juillet et septembre 2013. Trois jeux vidéo sont également sortis sur PlayStation Portable ou PlayStation Vita.

## Synopsis
Subaru Hasegawa a un talent fou pour le basket-ball. Malheureusement, des circonstances ont amené à la fermeture du club de basket de son lycée. Choqué, le jeune garçon décide de prendre ses distances avec le monde du sport.
Mais un jour, la tante de Subaru l'oblige à entraîner l'équipe de basket d'une école primaire. D'abord réticent, Subaru accepte d'être leur coach pour trois jours seulement. Puis, au fil des entraînements, Subaru finit par être convaincu de la volonté des jeunes filles et décide de continuer à les accompagner.

## Personnages
Subaru Hasegawa (長谷川 昴, Hasegawa Subaru)
Aoi Ogiyama (荻山 葵, Ogiyama Aoi)
Mihoshi Takamura (篁 美星, Takamura Mihoshi)
Touko Hatano (羽多野 冬子, Hatano Tōko)

## Light novel
Ro-Kyu-Bu! a débuté en tant que light novel écrit par Sagu Aoyama avec des illustrations de Tinkle. Le premier volume a gagné le prix d'argent au 15e grand prix du roman Dengeki organisé par ASCII Media Works. Les treize volumes de la série ont été édités entre février 2009 et juillet 2013,,. Deux tomes supplémentaires sont publiés entre mars 2014 et juillet 2015,, consacrés à des histoires dérivés.

## Manga
Une adaptation en manga dessiné par Yūki Takami est prépubliée depuis le numéro d'octobre 2010 du magazine Dengeki G's Magazine ; le premier volume relié est sorti le 27 avril 2011 et neuf volumes sont sortis au 27 avril 2015. Un comic strip au format yonkoma, intitulé Ro-Kyu-Bu! Yonkoma (ロウきゅーぶ! よんこま) et dessiné par Futaba Miwa, est prépublié depuis le numéro de juin 2011 dans le magazine Dengeki Moeoh ; le premier volume relié est sorti le 27 avril 2012, et deux tomes sont sortis au 27 septembre 2013.
Une série dérivée, nommée Ro-Kyu-Bu! Halftime (ロウきゅーぶ!は〜ふたいむ) et illustrée par Yūki Takami, est prépubliée depuis octobre 2012 dans le magazine Dengeki G's Festival! Comic ; le premier volume relié est sorti le 27 août 2013.

## Anime

### Série télévisée
La production d'une série d'animation a été annoncée en février 2011. Les douze épisodes de la série ont été diffusés du 1er juillet au 23 septembre 2011,.
Une seconde saison intitulée Ro-Kyu-Bu! SS (ロウきゅーぶ! SS, Second Season - Shogakusei wa Saiko daze!) a été annoncée en octobre 2012. Elle a été diffusée du 5 juillet au 27 septembre 2013,.

### OAV
Ro-Kyu-Bu! Tomoka no Ichigo Sundae (ロウきゅーぶ！智花のいちごサンデー) est un épisode bonus disponible avec le jeu vidéo Ro-kyu-bu! Himitsu no Otoshimono sorti le 20 juin 2013 sur PlayStation Portable,.

## Produits dérivés

### Jeux vidéo
Deux visual novel développés par Vridge sont sortis sur PlayStation Portable. Le premier, intitulé Ro-Kyu-Bu!, est sorti le 27 octobre 2011,. Le second, intitulé Ro-Kyu-Bu! Himitsu no Otoshimono (ロウきゅーぶ! ひみつのおとしもの), est sorti le 20 juin 2013.
Un troisième jeu vidéo Ro-Kyu-Bu! Naisho no Shutter Chance (ロウきゅーぶ! ないしょのシャッターチャンス), d'abord prévu sur PlayStation Portable, est sorti le 27 mars 2013 sur PlayStation Vita.